# 1789
- Wikisource

| Calendário gregoriano                                                        | 1789 MDCCLXXXIX                     |
| Ab urbe condita                                                              | 2542                                |
| Calendário arménio                                                           | 1238 – 1239                         |
| Calendário bahá'í                                                            | -55 – -54                           |
| Calendário budista                                                           | 2333                                |
| Calendário chinês                                                            | 4485 – 4486 Início a 26 de janeiro  |
| Calendário copta                                                             | 1505 – 1506                         |
| Calendário etíope                                                            | 1781 – 1782                         |
| Calendários hindus - Vikram Samvat - Calendário nacional indiano - Cáli Iuga | 1844 – 1845 1710 – 1711 4889 – 4890 |
| Calendário Holoceno                                                          | 11789                               |
| Calendário islâmico                                                          | 1203 – 1205                         |
| Calendário judaico                                                           | 5549 – 5550                         |
| Calendário persa                                                             | 1167 – 1168                         |
| Calendário rúnico                                                            | 2039                                |
| Calendário solar tailandês                                                   | 2332                                |

1789 (MDCCLXXXIX, na numeração romana) foi um ano comum do século XVIII do actual Calendário Gregoriano, da Era de Cristo, e a sua letra dominical foi D (53 semanas), teve início a uma quinta-feira e terminou também a uma quinta-feira.
| Ano completo                        |
| ----------------------------------- |
| Ano comum com início à quinta-feira |

## Eventos mundiais
- Ocorre a Inconfidência Mineira na então capitania de Minas Gerais, no Brasil.

### Janeiro
- 7 de janeiro - Primeiras eleições nacionais dos Estados Unidos.

### Fevereiro
- 4 de fevereiro - George Washington é eleito o primeiro presidente dos Estados Unidos por unanimidade.

### Março
- 4 de março
  - José Bonifácio de Andrada e Silva é admitido como membro da Academia de Ciências de Lisboa.
  - Entra em vigor a Constituição dos Estados Unidos, a partir de declaração do Congresso, na cidade de Nova Iorque.
- 15 de março - Joaquim Silvério dos Reis delata os conjurados ao Visconde de Barbacena.

### Abril
- 28 de abril - Fletcher Christian inicia o Motim da Bounty.

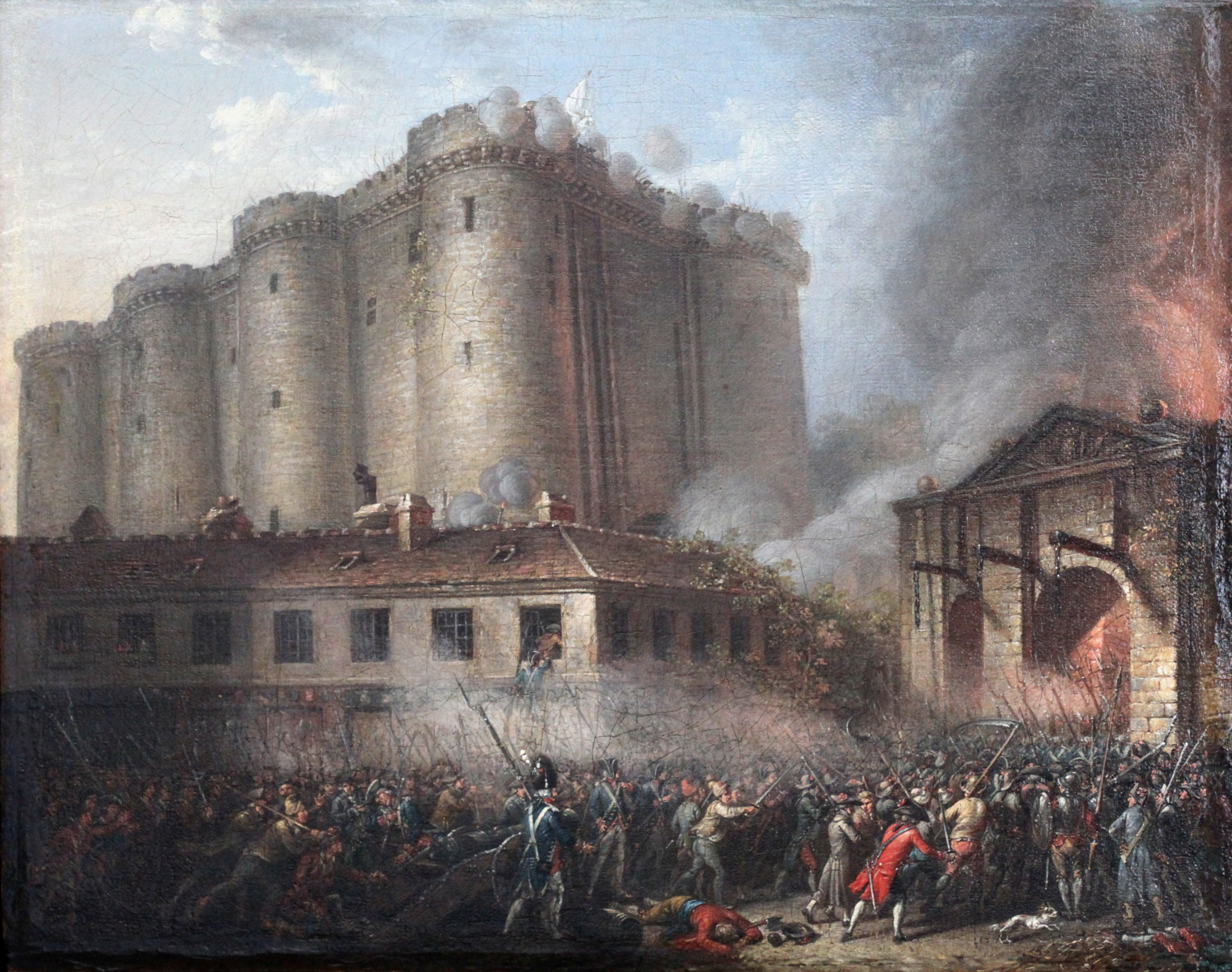
Assalto à prisão da Bastilha, em Paris, tornou-se um dos acontecimentos mais simbólicos da Revolução Francesa. (museu da Revolução Francesa)

### Maio
- 5 de maio
  - Abertura da reunião dos Estados Gerais na França.
  - Tem início a Revolução Francesa (que se estende até 9 de novembro de 1799).

- 10 de maio - Joaquim José da Silva Xavier, mais conhecido como Tiradentes é preso no Rio de Janeiro, centro administrativo do Estado do Brasil, sob a acusação de participar da Inconfidência Mineira, conspiração separatista que visava a separação da Capitania das Minas Gerais do Império Português.

### Julho
- 9 de julho - Juramento da sala do jogo de péla.
- 14 de julho - Populares da cidade de Paris saíram às ruas saqueando depósitos de armas e de alimentos e tomam de assalto a Bastilha.

### Agosto
- 4 de agosto - A Assembleia Nacional Constituinte aboliu a servidão, os dízimos e os privilégios do clero e da nobreza, pondo fim ao que restava do feudalismo na França.
- 26 de agosto - A Assembleia aprovou a Declaração dos Direitos do Homem e do Cidadão.

### Setembro
- 25 de setembro - Criada a Carta dos Direitos dos Estados Unidos.

### Outubro
- 5 de outubro - O povo de Paris vai até Versailles pedir pão ao Rei Luís XVI de França.

### Novembro
- 21 de novembro - Carolina do Norte torna-se o 12º estado norte-americano, após ter ratificado a Constituição americana.

## Nascimentos
- 10 de janeiro - Luís Teixeira de Sampaio, 1º visconde do Cartaxo (m. 1865).
- 16 de março - Georg Simon Ohm, físico, criador da Lei de Ohm.
- 20 de maio - Marcellin Champagnat, presbítero que virou santo francês (m. 1840).
- 06 de agosto - Friedrich List, economista alemão (m. 1846).
- 21 de agosto - Augustin Louis Cauchy. matemático francês (m. 1857).

## Mortes
- 21 de janeiro - Barão d'Holbach, filósofo francês (n. 1723).
- 17 de outubro - Jacob II Bernoulli, matemático suíço (n. 1759).
- 4 de julho - Cláudio Manuel da Costa, poeta e jurista luso-brasileiro (n. 1729).

## Por tema
- 1789 na ciência
- 1789 na literatura
- 1789 na música